# Карл (герцог Саксен-Мейнингена)
Август Фридрих Карл Вильгельм Саксен-Мейнингенский (нем. August Friedrich Karl Wilhelm von Sachsen-Meiningen; 19 ноября 1754, Франкфурт-на-Майне — 21 июля 1782, Зоннеберг) — герцог Саксен-Мейнингенский, активный деятель эпохи Просвещения.

## Биография
Карл — сын герцога Саксен-Мейнингена Антона Ульриха и его супруги Шарлотты Амалии Гессен-Филипстальской.
После смерти отца 27 января 1763 года мать Карла правила в Саксен-Мейнингене в качестве регента своих сыновей (до 19 января 1775). Карл получил основательное образование в духе Просвещения и уже рано проявил интерес к наукам и искусству. Карл также путешествовал в образовательных целях по Швейцарии и Франции. Во Франкфурте-на-Майне, где проживал отец Карла, он встречался с Гёте и поддерживал с поэтом контакты в последующие годы.
19 ноября 1775 года он достиг совершеннолетия и стал соправителем своей матери, позитивно повлияв на финансовое положение в погрязшем в долгах герцогстве путём сокращения двора. Он также развивал общее школьное образование в Саксен-Мейнингене. Карл был членом масонской ложи «Шарлотта у трёх гвоздик», которая в 1776 году организовала первый учительский семинар в Германии. Вместе со своим братом он занимался перестройкой Майнингена в резиденцию.
В 1780 году в Гедерне Карл женился на принцессе Луизе Штольберг-Гедернской (1764—1834), дочери принца Кристиана Карла Штольберг-Гедернского. Детей у него не было. Спустя два года регентство матери было снято, и Карл правил в Саксен-Мейнингене вместе со своим братом Георгом вплоть до своей смерти в 27 лет. Наследником стал его брат Георг.